# Brabham BT55
Brabham BT55 — гоночный  автомобиль команды Формулы-1 Motor Racing Developments, выступавший в сезоне 1986 года.

## История

Автомобиль-"камбала" Гордона Марри - Brabham BT55.

После не слишком удачного выступления модели Brabham BT54 в Чемпионате мира 1985 года (всего одна победа), главный конструктор команды Brabham Гордон Марри решил радикально обновить дизайн шасси новой модели. Машина получилась очень низкой, чему способствовала специальная доработка двигателя BMW. Шасси стало первым для Brabham, монокок которого был полностью изготовлен из фиброкарбона.
В 1986-м году во время тестов на французском автодроме Поль Рикар заднее антикрыло Brabham BT55, которым управлял Элио де Анжелис, оторвалось на высокой скорости, болид потерял прижимную силу, перелетел через отбойник и загорелся. Сам по себе удар не причинил вреда де Анжелису, но, по трагическому стечению обстоятельств, гонщик не мог самостоятельно выбраться из кокпита, ситуация усугублялась отсутствием маршалов на трассе, равно как и вообще кого-либо, кто мог оказать помощь. Медицинский вертолёт прибыл только через полчаса. Де Анжелис умер в результате отравления угарным газом спустя 29 часов после аварии. Среди других повреждений были обнаружены только сломанная ключица и лёгкие ожоги на спине.
Перейдя в McLaren, в 1988 году Марри развил идеи, заложенные в BT55 при создании чемпионского McLaren MP4/4, почти непобедимого в том сезоне.

## Результаты выступлений в гонках[1]
| Легенда к таблице |                                                                    |
| --- | ------------------------------------------------------------------ |
| В таблице перечислены результаты всех Гран-при Формулы-1, в которых использовался автомобиль. Строками таблицы являются сезоны, столбцами — этапы чемпионата мира. В каждой клетке указаны сокращённое название этапа и результат, дополнительно обозначенный цветом. Расшифровка обозначений и цветов представлена в нижеследующей таблице. |                                                                    |
| \| Пример \| Описание \| \| ------------ \| ------------------------------------------------------------------ \| \| 1 \| Победитель \| \| 2 \| Второе место \| \| 3 \| Третье место \| \| 5 \| Финишировал, заработав очки \| \| Сход \| Не финишировал, но при этом заработал очки \| \| 12 \| Финишировал, не получив очков \| \| НКЛ \| Финишировал, но не попал в финальную классификацию \| \| 15 \| Участвовал вне зачёта, либо по отдельной классификации \| \| 18 \| Не финишировал, но попал в финальную классификацию \| \| Сход \| Не финишировал \| \| НКВ \| Не прошёл квалификацию \| \| НПКВ \| Не прошёл предквалификацию \| \| ДСК \| Дисквалифицирован \| \| ИСК \| Исключён из протокола соревнований \| \| ТТ \| Заявлен для участия только в тренировках \| \| НС \| Участвовал в квалификации, но не стартовал в гонке \| \| Т \| Травмирован или болен \| \| ОТК \| Отказ от участия \| \| НТР \| Прибыл на соревнования, но на трассу не выезжал \| \| НПР \| Был заявлен в числе участников, но не прибыл к началу соревнований \| \| О \| Соревнования отменены \| \| \| Не участвовал \| \| Поул-позиция \| \| \| Быстрый круг \| \| |                                                                    |
| Пример | Описание                                                           |
| 1 | Победитель                                                         |
| 2 | Второе место                                                       |
| 3 | Третье место                                                       |
| 5 | Финишировал, заработав очки                                        |
| Сход | Не финишировал, но при этом заработал очки                         |
| 12 | Финишировал, не получив очков                                      |
| НКЛ | Финишировал, но не попал в финальную классификацию                 |
| 15 | Участвовал вне зачёта, либо по отдельной классификации             |
| 18 | Не финишировал, но попал в финальную классификацию                 |
| Сход | Не финишировал                                                     |
| НКВ | Не прошёл квалификацию                                             |
| НПКВ | Не прошёл предквалификацию                                         |
| ДСК | Дисквалифицирован                                                  |
| ИСК | Исключён из протокола соревнований                                 |
| ТТ | Заявлен для участия только в тренировках                           |
| НС | Участвовал в квалификации, но не стартовал в гонке                 |
| Т | Травмирован или болен                                              |
| ОТК | Отказ от участия                                                   |
| НТР | Прибыл на соревнования, но на трассу не выезжал                    |
| НПР | Был заявлен в числе участников, но не прибыл к началу соревнований |
| О | Соревнования отменены                                              |
| | Не участвовал                                                      |
| Поул-позиция |                                                                    |
| Быстрый круг |                                                                    |

| Шасси        | Двигатель          | Шины | Пилоты      | 1    | 2    | 3    | 4    | 5   | 6    | 7   | 8   | 9    | 10   | 11   | 12   | 13   | 14   | 15   | 16   | Место | Очки |
| ------------ | ------------------ | ---- | ----------- | ---- | ---- | ---- | ---- | --- | ---- | --- | --- | ---- | ---- | ---- | ---- | ---- | ---- | ---- | ---- | ----- | ---- |
| Brabham BT55 | BMW M12/13 L4T 1,5 | P    |             | БРА  | ИСП  | САН  | МОН  | БЕЛ | КАН  | ДЕТ | ФРА | ВЕЛ  | ГЕР  | ВЕН  | АВТ  | ИТА  | ПОР  | МЕК  | АВС  | 9     | 2    |
| Brabham BT55 | BMW M12/13 L4T 1,5 | P    | Патрезе     | Сход | Сход | 6    | Сход | 8   | Сход | 6   | 7   | Сход | Сход | Сход | Сход | Сход | Сход | 13   | Сход | 9     | 2    |
| Brabham BT55 | BMW M12/13 L4T 1,5 | P    | де Анджелис | 8    | Сход | Сход | Сход |     |      |     |     |      |      |      |      |      |      |      |      | 9     | 2    |
| Brabham BT55 | BMW M12/13 L4T 1,5 | P    | Уорик       |      |      |      |      |     | Сход | 10  | 9   | 8    | 7    | Сход | НС   | Сход | Сход | Сход | Сход | 9     | 2    |